# Ashley Benson

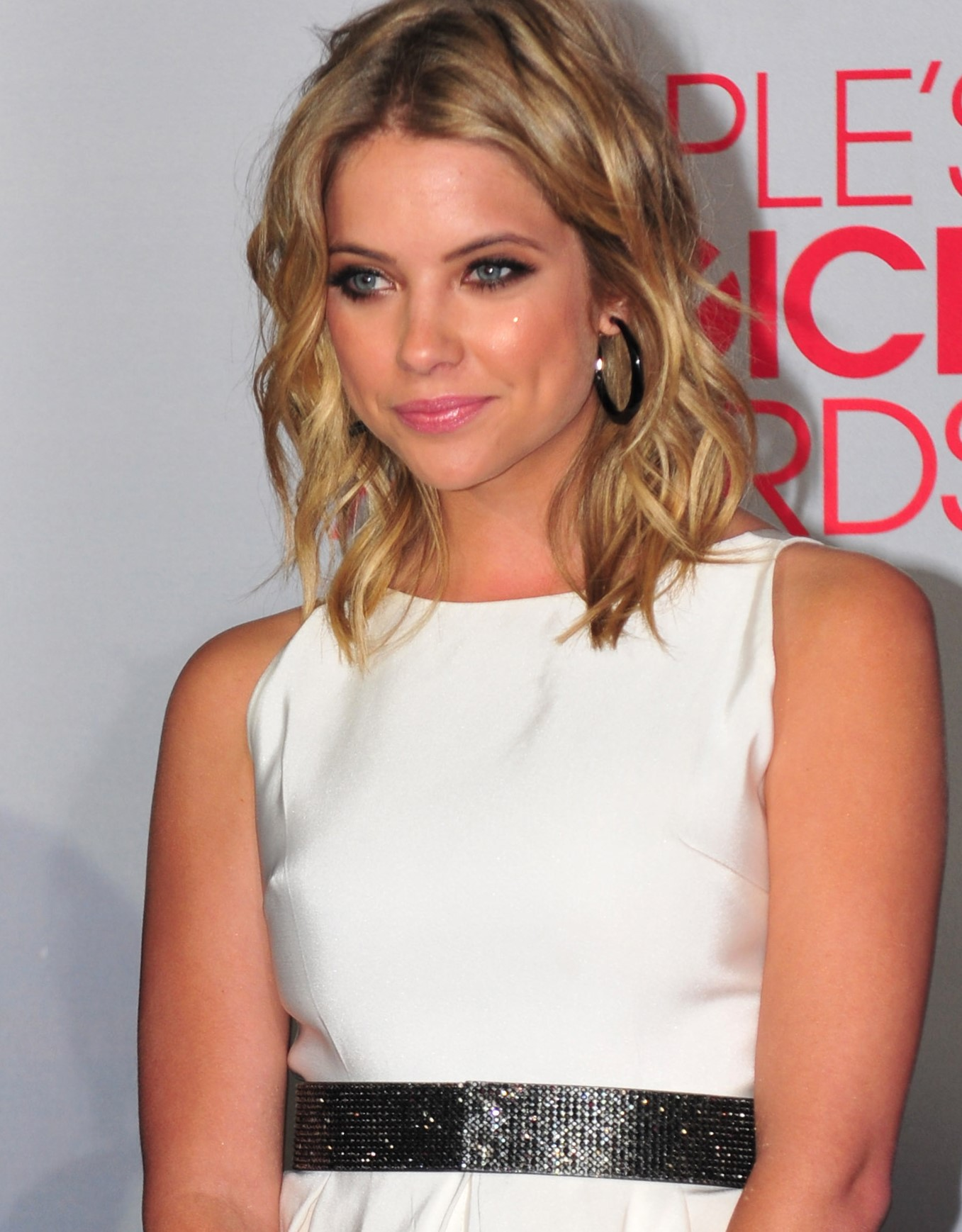
Ashley Benson bei den People’s Choice Awards 2012

Ashley Victoria Benson (* 18. Dezember 1989 in Anaheim, Kalifornien) ist eine US-amerikanische Schauspielerin. Von 2010 bis 2017 spielte sie in der US-Serie Pretty Little Liars die Rolle der Hanna Marin.

## Leben
Benson wurde am 18. Dezember 1989 in den Anaheim Hills, einem östlichen Teil der Großstadt Anaheim, Orange County geboren, wo sie auch aufwuchs. Bereits im Alter von drei Jahren nahm sie an Tanzwettbewerben und -wettkämpfen teil und war dabei vor allem in Ballett, Jazz Dance, Lyrical Dance (eine Mischung aus den beiden zuvor genannten Tanzrichtungen und dem Zeitgenössischen Tanz) sowie Hip-Hop erfolgreich. Des Weiteren ist sie bereits seit ihrer Kindheit eine begeisterte Sängerin, die bereits in verschiedenen Chorgruppierungen und Musicals zum Einsatz kam. So kam sie im Alter von vier Jahren zu ihrem ersten großen Auftritt, als sie vor einer versammelten Kirchengemeinde von 2500 Personen einen Soloauftritt hatte. Etwa ein Jahr später modelte sie für verschiedene Tanzkataloge, bis sie im Alter von acht Jahren ein Engagement der Ford Modeling Agencys bekam und danach fortwährend in Printwerbekampagnen eingesetzt wurde.
Ihre Lebenspartnerin war Cara Delevingne. Benson lernte Delevingne im Frühling 2018 bei Dreharbeiten zu Her Smell kennen. Das Paar machte die Beziehung im Juni 2019 öffentlich, im April 2020 trennten sie sich. Von Mai 2020 bis Februar 2021 hatte Benson eine Beziehung mit dem US-amerikanischen Rapper G-Eazy.
Benson ist seit Januar 2023 mit Brandon Davis (Enkel des verstorbenen Milliardärs Marvin Davis) liiert. Sie wohnt in Los Angeles. Benson und Davis verlobten sich im Juli 2023. Im selben Jahr heirateten sie. Im Februar 2024 brachte Benson ihr erstes Kind, eine Tochter, zur Welt.

## Karriere

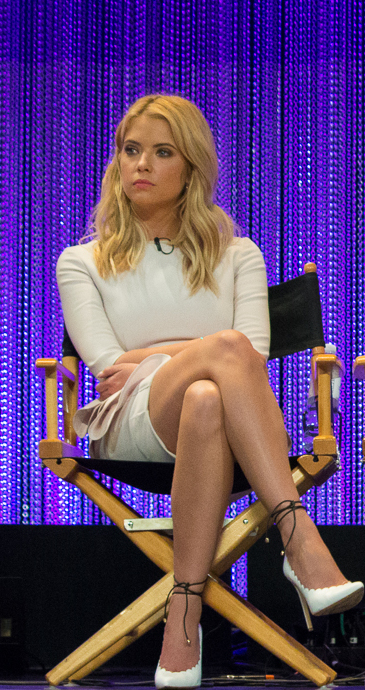
Ashley Benson (2014)

1999 wechselte Benson ins Schauspielfach, wo sie anfangs in verschiedenen Werbespots eingesetzt wurde, ehe sie einige Jahre später den Übergang in den Film- und Fernsehbereich schaffte. Ihre ersten namhaften Auftritte konnte sie dabei im Jahre 2002 verzeichnen, als sie in jeweils einer Folge der Fernsehserien Nikki, The District – Einsatz in Washington und The West Wing – Im Zentrum der Macht zum Einsatz kam.
2004 folgte schließlich ihr erstes namhaftes Engagement in einem Film, als sie gar im Kinofilm 30 über Nacht in einer eher unwesentlichen Rolle eingesetzt wurde. Noch im gleichen Jahr war sie in einer Episode von Strong Medicine: Zwei Ärztinnen wie Feuer und Eis zu sehen, ehe sie es als eine der Hauptdarstellerinnen in den erweiterten Cast der Langzeit-Seifenoper Zeit der Sehnsucht schaffte. In der Seifenoper war sie schließlich von 12. November 2004 (der ersten Ausstrahlung unter Bensons Mitwirken) bis zum 2. Mai 2007 (der letzten Folge mit Benson) in über 175 Folgen als Abigail Johanna „Abby“ Deveraux im Einsatz. Bereits zuvor hatten vier andere Schauspielerinnen die Rolle der Abby Deveraux inne und auch nach dem Abgang von Ashley Benson, die mit der Produktionsfirma der Seifenoper einen Dreijahresvertrag unterzeichnet hatte, wurde 2011 mit Kate Mansi eine weitere Schauspielerin, die die Rolle der Abby Deveraux zur Erscheinung treten soll, in den Cast geholt. Obgleich der sehr zeitaufwendigen Produktionsphase (an einem Tag werden oftmals mehrere Episoden gedreht) fand Benson im Laufe ihrer Tätigkeit bei Zeit der Sehnsucht auch noch die Zeit, in anderen namhaften Fernsehserie in einer Gastrolle mitzuwirken. So war sie unter anderem bis 2007 in den Serien Zoey 101 (2005; 1 Folge), Eine himmlische Familie (2005; 2 Folgen) und O.C., California (2006; 1 Folge) zu sehen. Des Weiteren bekam sie im Jahre 2007 eine der Hauptrollen in Girls United: Alles auf Sieg und brachte außerdem ein erfolgreiches Jahr 2008 hinter sich.
Dabei kam sie 2008 als Gaststar in jeweils einer Folge von CSI: Miami und Supernatural zum Einsatz und war zudem in einer Nebenrolle in den Filmen Bart Got a Room und Mother Goose Parade sowie in einer der Hauptrollen in Sexy Biester in der High School zu sehen. 2009 folgte für die junge Schauspielerin schließlich eine wesentliche Rolle in Eastwick, wo sie in zwölf der insgesamt 13 produzierten Folgen eingesetzt wurde. Ebenso erfolgreich begann auch das Jahr 2010, in dem sie unter anderem mit Christmas Cupid in einer weiteren Filmhauptrolle zu sehen war, es aber auch als eine der Hauptdarstellerinnen in die Besetzung von Pretty Little Liars schaffte, wo sie als It-Girl Hanna Marin zu sehen war. Zusammen mit den anderen „Lügnerinnen“ (engl. liars) Spencer Hastings, Emily Fields, Aria Montgomery und Alison DiLaurentis decken sie viele Geheimnisse auf und versuchen herauszufinden, wer der mysteriöse „-A“ ist. 2012 spielte sie neben Selena Gomez und Vanessa Hudgens im Spielfilm Spring Breakers mit.

## Filmografie
Filmauftritte (auch Kurzauftritte)
- 2004: 30 über Nacht (13 Going on 30)
- 2005: Neighbors
- 2007: Girls United: Alles auf Sieg (Bring It On: In It to Win It)
- 2008: Bart Got a Room
- 2008: Sexy Biester in der High School (Fab Five: The Texas Cheerleader Scandal)
- 2008: Mother Goose Parade
- 2010: Caitlin – Mein Geist der Weihnacht (Christmas Cupid)
- 2012: Spring Breakers
- 2013: Time Warrior
- 2015: Pixels
- 2015: Ratter – Er weiß alles über dich (Ratter)
- 2016: Elvis & Nixon
- 2016: Chronically Metropolitan
- 2018: Her Smell
- 2021: The Birthday Cake
- 2022: Private Property
- 2022: 18 & Over
- 2022: The Loneliest Boy in the World
- 2022: Angry Neighbors
- 2023: Mob Land
- 2024: McVeigh

Serienauftritte (auch Gast- und Kurzauftritte)
- 2002: Nikki (Folge 2x18)
- 2002: The District – Einsatz in Washington (The District, Folge 3x03)
- 2002: The West Wing – Im Zentrum der Macht (The West Wing, Folge 4x06)
- 2004: Strong Medicine: Zwei Ärztinnen wie Feuer und Eis (Strong Medicine, Folge 5x04)
- 2004–2007: Zeit der Sehnsucht (Days of Our Lives, 175 Folgen)[8]
- 2005: Zoey 101 (Folge 1x08)
- 2005: Eine himmlische Familie (7th Heaven, 2 Folgen)
- 2006: O.C., California (The O.C., Folge 4x06)
- 2008: CSI: Miami (Folge 7x05)
- 2008: Supernatural (Folge 4x07)
- 2009–2010: Eastwick (12 Folgen)
- 2010–2017: Pretty Little Liars (160 Folgen)
- 2013: How I Met Your Mother (Folge 8x14)
- 2013–2014: Ravenswood (2 Folgen)
- 2014: Family Guy (Folge 12x11, Stimme von Dakota)
- 2015: Barely Famous (Folge 1x06)
- 2023: Wilderness (6 Folgen)

## Trivia
- Ihre etwas mehr als ein Jahr ältere Schwester Shaylene, eine passionierte Tänzerin, wollte ihrer jüngeren Schwester in den Schauspielbereich folgen, konnte aber noch keine wesentlichen Auftritte in Film oder Fernsehen vorbringen.

- Den Dreijahresvertrag mit dem Produktionsteam von Zeit der Sehnsucht unterzeichnete sie erst im April 2005, nachdem sie bereits einige Episoden der Seifenoper gedreht hatte.

- Ashley Benson wurde als Frühchen (rund zwei Monate zu früh) geboren und hatte dabei nur knapp ein Drittel des durchschnittlichen Gewichts eines Neugeborenen. Ärzte diagnostizierten anfangs einen Herzfehler des kleinen Mädchens, der sich letztlich allerdings als falsch herausstellte und sie nach einem Monat auf der Intensivstation und einem weiteren Monat unter Aufsicht im Krankenhaus entlassen wurde und von den Eltern mit nach Hause geholt werden konnte.

- Zusammen mit der Band NLT (eine Abkürzung für Not Like Them), der unter anderem auch der als Schauspieler erfolgreiche Kevin McHale angehörte, war sie im Jahre 2007 im Musikvideo zur Single That Girl zu sehen. 2009 löste sich die Band nach nur einigen Jahren (Gründungsjahr: 2003) des Bestehens wieder auf.